# Aleksandr Zacepin
Aleksandr Siergiejewicz Zacepin (ros. Александр Сергеевич Зацепин; ur. 10 marca 1926 w Nowosybirsku) – radziecki i rosyjski kompozytor oraz twórca muzyki filmowej. Skomponował m.in. muzykę do filmów Czerwony namiot (1969), Ziemla Sannikowa (1973), To niemożliwe! (1975), Kapitan Nemo (1975), 31 czerwca (1978), Totolotek 82 (1982). Stworzył też muzykę do drugiego odcinka kreskówki Wilk i Zając i filmu animowanego Alicja i tajemnica trzeciej planety; Ludowy Artysta Federacji Rosyjskiej (2003).

## Muzyka filmowa
- 1965: Operacja „Y”, czyli przypadki Szurika
- 1967: Kaukaska branka, czyli nowe przygody Szurika
- 1968: Film, film, film
- 1969: Brylantowa ręka
- 1969: Czerwony namiot
- 1970: Wilk i Zając (odcinek 2)
- 1971: Dwanaście krzeseł
- 1973: Ziemla Sannikowa
- 1973: Iwan Wasiljewicz zmienia zawód
- 1975: To niemożliwe!
- 1975: Kapitan Nemo
- 1977: Kurierzy dyplomatyczni
- 1977: Incognito z Petersburga
- 1978: 31 czerwca
- 1978: Gwiazda estrady
- 1980: Po zapałki
- 1981: Dusza
- 1981: Alicja i tajemnica trzeciej planety
- 1982: Totolotek 82
- 1987: Wyspa zaginionych okrętów
- 1990: Prywatny detektyw, czyli operacja „Kooperacja”
- 1992: Na Deribasowskiej ładna pogoda, ale pada na Brighton Beach
- 2008: Czerwiec 1941

## Nagrody i odznaczenia
- Zasłużony Działacz Sztuk Federacji Rosyjskiej (1997)[1]
- Ludowy Artysta Federacji Rosyjskiej (2003)[2]
- Order Zasług dla Ojczyzny (2011)[3]